# Weerthschule

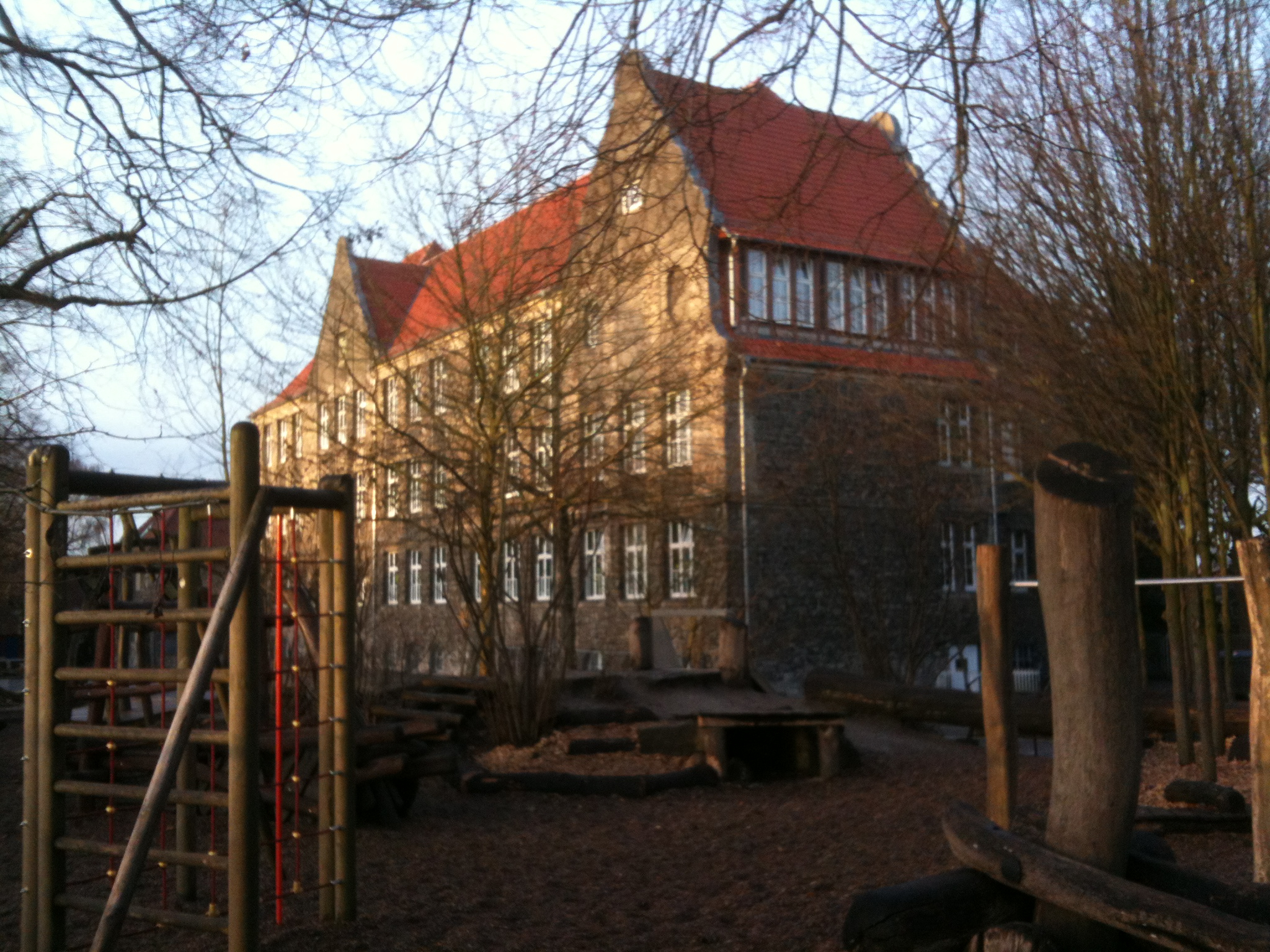
Hauptgebäude

Die Weerthschule ist eine Grundschule in Detmold im Kreis Lippe in Nordrhein-Westfalen und wurde 1912 als „Knabenbürgerschule“ gegründet.

## Geschichte der Weerthschule
Das Schulgebäude wurde 1910 durch einen Schulverein als „Knabenschule“ errichtet. Der Verein wurde vom Schulvorstand A. Buße vertreten. Die Baupläne und die Bauleitung lagen wohl beim Architekten D. Langewort.
Das Schulgelände ist ein Bodendenkmal. Dort befand sich von 1625 bis Mitte des 18. Jahrhunderts ein Teil des Friedhofs vor dem Lemgoer Tor. Die Reste des frühneuzeitlichen Friedhofs sind im Boden erhalten. Benannt ist die Schule nach dem lippischen Schulreformer Ferdinand Weerth. Das Schulgebäude steht seit 1998 unter Denkmalschutz.

## Schulprogramm
Seit dem Schuljahr 2014/2015 ist die Weerthschule Teil des „Bildungshauses Weerthschule“, zu dem die Grundschule Hakedahl und die Grundschule Weerthschule mit der Kindertagesstätte Hofkamp fusioniert wurden.
Die Weerthschule setzt in allen Klassen die Inklusion von Kindern mit Behinderungen um. Das Bildungshaus Weerthschule biete sowohl in einigen Klassen den gebundenen Ganztag als auch die offene Ganztagsschule an.
Im Mai 2014 wurde die Weerthschule als erste Naturpark-Schule vom Verband Deutscher Naturparke zertifiziert.